# Igreja de São Carlos
A igreja de São Carlos (em Francês: Église Saint-Charles; em Monégasque: Ge̍ija de San Carlu) é uma igreja Católico-Romana dedicada a São Carlos Borromeo, o cardeal e arcebispo italiano do século XVI. A igreja está localizada na Avenida Sainte-Charles, no distrito de Monte Carlo, em Monáco.
A igreja recebe o único culto católico em Língua inglesa na Riviera Francesa, e oferece aulas de Catecismo em Inglês para crianças e adultos.